# Duivelshuis (Mechelen)
Het Duivelshuis, oorspronkelijk vermoedelijk de Verloren Zoon geheten, is een houten, gotisch (met al enkele vroeg-renaissance-kenmerken) diephuis met puntgevel.

## Naam
Er wordt aangenomen dat het huis aanvankelijk de Verloren Zoon heette, omdat men deze Bijbelse figuur terugvindt in twee taferelen in het houtsnijwerk boven de deur. De latere naam Duivelshuis is waarschijnlijk dan weer ontleend aan de drie saters of duivels die de deurlijst ondersteunen.

## Gebouw en geschiedenis
De woning heeft een overkragende insteekverdieping, met daarboven een hoge boven- en zolderverdieping onder een zadeldak. De puntgevel wordt door de meeste onderzoekers gedateerd in het tweede kwart van de 16e eeuw, al is er ook een datering rond 1545-1550 geopperd. De gevel werd in 1867 door de toenmalige eigenaar met steun van het stadsbestuur gerestaureerd, waarbij de beplanking en waterlijsten op de bovenverdieping en in de top werden vernieuwd.
Er wordt in de Mechelse wijkboeken geen melding gemaakt van het huis, maar men vindt wel enkele namen van neringdoende personen die het sinds 1600 hebben bewoond.